# Etapas do Tour de France de 2009
Detalhes das 21 etapas do Tour de France 2009, realizado entre os dias 4 e 26 de julho de 2009 
Características das etapas
- 10 etapas com percurso planas,
- 7 etapas de montanha,
- 1 etapa acidentada,
- 2 provas contra-relógio individual,
- 1 etapa contra-relógio por equipes.

Peculiaridades da corrida
- 3 chegadas em montanha
- 2 dias de descanso,
- 55 km de prova contra-relógio individual.

## Etapas

### Etapa 1
4 julho 2009 - Mônaco, 15 km (Contra relógio individual) 
Ao contrário do ano passado, o Tour 2009 voltou a ter um contra-relógio individual como abertura da disputa, porém já contando como a etapa 1 ao invés do habitual prólogo. Foi disputado em um circuito montado em Mônaco, Fabian Cancellara ficou com a vitória e vestiu a camisa amarela que identifica o líder geral da competição.
|   | Ciclista          | Equipe            | Tempo   |
| - | ----------------- | ----------------- | ------- |
| 1 | Fabian Cancellara | Team Saxo Bank    | 19' 33" |
| 2 | Alberto Contador  | Astana            | + 18"   |
| 3 | Bradley Wiggins   | Garmin-Slipstream | + 19"   |
| 4 | Andreas Klöden    | Astana            | + 22"   |
| 5 | Cadel Evans       | Silence-Lotto     | + 23"   |

|   | Ciclista          | Equipe            | Tempo   |
| - | ----------------- | ----------------- | ------- |
| 1 | Fabian Cancellara | Team Saxo Bank    | 19' 33" |
| 2 | Alberto Contador  | Astana            | + 18"   |
| 3 | Bradley Wiggins   | Garmin-Slipstream | + 19"   |
| 4 | Andreas Klöden    | Astana            | + 22"   |
| 5 | Cadel Evans       | Silence-Lotto     | + 23"   |

### Etapa 2

Perfil etapa 2.

5 julho 2009 - Monaco a Brignoles, 182 km 
A segunda etapa teve um percurso quase todo plano, mas contou com algumas subidas de categorias três e quatro, além de seus últimos 15 km em descida. Quatro ciclistas conseguiram uma fuga e abriram cerca de cinco minutos, mas foram alcançados quando restavam 10 km para o final. No último quilômetro houve uma queda no pelotão que se preparava para o sprint, vencido pelo britânico Mark Cavendish.
|   | Ciclista        | Equipe                | Tempo      |
| - | --------------- | --------------------- | ---------- |
| 1 | Mark Cavendish  | Team Columbia         | 4h 30' 02" |
| 2 | Tyler Farrar    | Garmin-Slipstream     | m.t.       |
| 3 | Romain Feillu   | Agritubel             | m.t.       |
| 4 | Thor Hushovd    | Cervélo TestTeam      | m.t.       |
| 5 | Yukiya Arashiro | Bbox Bouygues Telecom | m.t.       |

|   | Ciclista          | Equipe            | Tempo      |
| - | ----------------- | ----------------- | ---------- |
| 1 | Fabian Cancellara | Team Saxo Bank    | 4h 49' 34" |
| 2 | Alberto Contador  | Astana            | + 18"      |
| 3 | Bradley Wiggins   | Garmin-Slipstream | + 19"      |
| 4 | Andreas Klöden    | Astana            | + 22"      |
| 5 | Cadel Evans       | Silence-Lotto     | + 23"      |

### Etapa 3

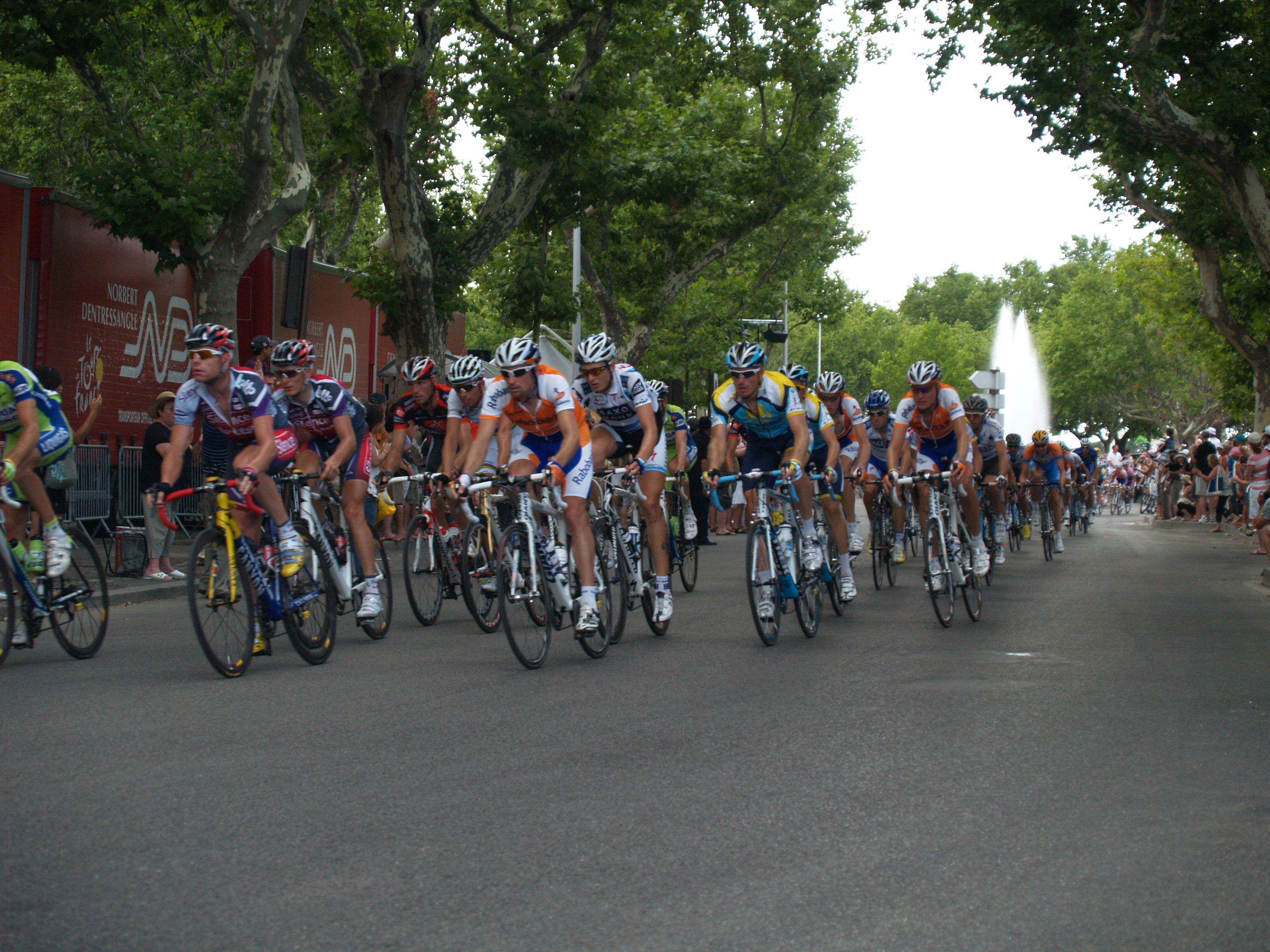
Pelotão em Arles.

Perfil etapa 3.

6 julho 2009 — Marseille a La Grande-Motte, 196 km 
A etapa 3 foi mais uma em superfície plana. Assim como no dia anterior, quatro ciclista conseguiram uma fuga, Maxime Bouet, Koen de Kort, Samuel Dumoulin e Rubén Pérez Moreno. Eles conseguiram abrir cerca de 13 minutos mas foram alcançados a pouco menos de 30 km para o final por um outro grupo que se separou do pelotão. O novo grupo ficou com cerca de 25 ciclistas incluindo Fabian Cancellara, Lance Armstrong e o sprintista Mark Cavendish que acabou vencendo a etapa. Alguns favoritos ao título como Alberto Contador, Cadel Evans e Levi Leipheimer não estavam no grupo e terminaram 41 segundos depois do vencedor.
|   | Ciclista        | Equipe           | Tempo      |
| - | --------------- | ---------------- | ---------- |
| 1 | Mark Cavendish  | Team Columbia    | 5h 01' 24" |
| 2 | Thor Hushovd    | Cervélo TestTeam | m.t.       |
| 3 | Cyril Lemoine   | Skil-Shimano     | m.t.       |
| 4 | Samuel Dumoulin | Cofidis          | m.t.       |
| 5 | Jérôme Pineau   | Quick Steps      | m.t.       |

|   | Ciclista          | Equipe            | Tempo      |
| - | ----------------- | ----------------- | ---------- |
| 1 | Fabian Cancellara | Team Saxo Bank    | 9h 50' 58" |
| 2 | Tony Martin       | Team Columbia     | + 33"      |
| 3 | Lance Armstrong   | Astana            | + 40"      |
| 4 | Alberto Contador  | Astana            | + 59"      |
| 5 | Bradley Wiggins   | Garmin-Slipstream | + 1' 00"   |

### Etapa 4
7 julho 2009 — Montpellier, 38 km (Contra relógio por equipes) 
Fora desde 2005, o contra-relógio por equipes voltou a ser disputado na edição deste ano. A vitória ficou com a equipe Astana.
|   | Equipe            | Tempo   |
| - | ----------------- | ------- |
| 1 | Astana            | 46' 29" |
| 2 | Garmin-Slipstream | + 18"   |
| 3 | Team Sxo Bank     | + 40"   |
| 4 | Liquigas          | + 58"   |
| 5 | Team Columbia     | + 59"   |

|   | Ciclista          | Equipe         | Tempo       |
| - | ----------------- | -------------- | ----------- |
| 1 | Fabian Cancellara | Team Saxo Bank | 10h 38' 07" |
| 2 | Lance Armstrong   | Astana         | m.t.        |
| 3 | Alberto Contador  | Astana         | + 19"       |
| 4 | Andreas Klöden    | Astana         | + 23"       |
| 5 | Levi Leipheimer   | Astana         | + 31"       |

### Etapa 5
8 julho 2009 - Le Cap d'Agde a Perpignan, 197 km 

Perfil etapa 5.

Mais uma etapa plana que contou com duas pequenas subidas de categoria quatro. Várias fugas marcaram o dia sendo que uma delas durou até o final, Thomas Voeckler conseguiu se separar dos remanescentes percorrendo os últimos quilômetros sozinho e vencendo com apenas 7 segundos de vantagem para o pelotão.
|   | Ciclista         | Equipe                | Tempo      |
| - | ---------------- | --------------------- | ---------- |
| 1 | Thomas Voeckler  | Bbox Bouygues Telecom | 4h 29' 35" |
| 2 | Mikhail Ignatiev | Team Katusha          | + 7"       |
| 3 | Mark Cavendish   | Team Columbia         | + 7"       |
| 4 | Tyler Farrar     | Garmin-Slipstream     | + 7"       |
| 5 | Gerald Ciolek    | Team Milram           | + 7"       |

|   | Ciclista          | Equipe         | Tempo       |
| - | ----------------- | -------------- | ----------- |
| 1 | Fabian Cancellara | Team Saxo Bank | 15h 07' 49" |
| 2 | Lance Armstrong   | Astana         | m.t.        |
| 3 | Alberto Contador  | Astana         | + 19"       |
| 4 | Andreas Klöden    | Astana         | + 23"       |
| 5 | Levi Leipheimer   | Astana         | + 31"       |

### Etapa 6

Perfil etapa 6.

9 julho 2009 - Girona (Espanha) a Barcelona (Espanha), 175 km 
Última etapa predominantemente plana antes do início das montanhas. O percurso foi estabelecido todo em território espanhol, em vias usadas normalmente no Volta a Cataluña. A etapa teve várias subidas que variaram de categoria quatro até categoria cinco, uma fuga de quatro ciclistas resistiu por muito tempo até que David Millar se separou do grupo e andou mais de 20 km sozinho, sendo alcançado quando faltava pouco mais de 1 km para o final, onde o vencedor foi o norueguês Thor Hushovd após sprint do pelotão principal que incluía entre outros ciclistas o líder geral da competição.
|   | Ciclista           | Equipe           | Tempo      |
| - | ------------------ | ---------------- | ---------- |
| 1 | Thor Hushovd       | Cervélo TestTeam | 4h 21' 33" |
| 2 | Óscar Freire       | Rabobank         | m.t.       |
| 3 | José Joaquín Rojas | Caisse d'Epargne | m.t.       |
| 4 | Gerald Ciolek      | Team Milram      | m.t.       |
| 5 | Franco Pellizotti  | Liquigas         | m.t.       |

|   | Ciclista          | Equipe         | Tempo       |
| - | ----------------- | -------------- | ----------- |
| 1 | Fabian Cancellara | Team Saxo Bank | 19h 29' 22" |
| 2 | Lance Armstrong   | Astana         | m.t.        |
| 3 | Alberto Contador  | Astana         | + 19"       |
| 4 | Andreas Klöden    | Astana         | + 23"       |
| 5 | Levi Leipheimer   | Astana         | + 31"       |

### Etapa 7

Perfil etapa 7.

10 julho 2009 - Barcelona (Espanha) a Ordino-Arcalís (Andorra)- 224 km 
Primeira etapa em montanha do Tour 2009. A chegada foi em Andorra, a 2.200m de altitude. O francês Brice Feillu venceu após mais de seis horas pedalando, Rinaldo Nocentini chegou em quarto lugar e assimiu a liderança da competição. Alberto Contador fez um ataque durante a subida quando faltava pouco mais de 1 km para o final e conseguiu abrir vantagem sobre Lance Armstrong, ultrapassando o norte-americano em dois segundos na classificação geral.
|   | Ciclista            | Equipe            | Tempo      |
| - | ------------------- | ----------------- | ---------- |
| 1 | Brice Feillu        | Agritubel         | 6h 11' 31" |
| 2 | Christophe Kern     | Cofidis           | + 5"       |
| 3 | Johannes Fröhlinger | Team Milram       | + 25"      |
| 4 | Rinaldo Nocentini   | Ag2r-La Mondiale  | + 26"      |
| 5 | Egoi Martínez       | Euskaltel-Euskadi | + 45"      |

|   | Ciclista          | Equipe            | Tempo       |
| - | ----------------- | ----------------- | ----------- |
| 1 | Rinaldo Nocentini | Ag2r-La Mondiale  | 25h 44' 32" |
| 2 | Alberto Contador  | Astana            | + 6"        |
| 3 | Lance Armstrong   | Astana            | + 8"        |
| 4 | Levi Leipheimer   | Astana            | + 39"       |
| 5 | Bradley Wiggins   | Garmin-Slipstream | + 46"       |

### Etapa 8
11 julho 2009 - Andorra la Vella (Andorra) a Saint-Girons, 176 km 
Etapa disputada em superfície montanhosa, a segunda nos Pirenéus. Um grupo de nove ciclistas se destacou durantes as subidas no meio do percurso, após a terceira e última escalada, apenas quatro competidores resistiram, Vladimir Efimkin tentou pedalar sozinho nos últimos quatro quilômetros mas não conseguiu, foi alcançado pelos outros três escapados com menos de 500 metros para o final, onde Luis León Sánchez venceu a disputada lado a lado com Sandy Casar. O pelotão com os principais ciclistas que disputam o título chegou quase dois minutos depois, incluindo o líder geral da prova, Rinaldo Nocentini, que manteve a camisa amarela.
|   | Ciclista           | Equipe             | Tempo      |
| - | ------------------ | ------------------ | ---------- |
| 1 | Luis León Sánchez  | Caisse d'Epargne   | 4h 31' 50" |
| 2 | Sandy Casar        | Française des Jeux | m.t.       |
| 3 | Mikel Astarloza    | Euskaltel-Euskadi  | m.t.       |
| 4 | Vladimir Efimkin   | Ag2r-La Mondiale   | + 3"       |
| 5 | José Joaquín Rojas | Caisse d'Epargne   | + 1' 54"   |

|   | Ciclista          | Equipe            | Tempo       |
| - | ----------------- | ----------------- | ----------- |
| 1 | Rinaldo Nocentini | Ag2r-La Mondiale  | 30h 18' 16" |
| 2 | Alberto Contador  | Astana            | + 6"        |
| 3 | Lance Armstrong   | Astana            | + 8"        |
| 4 | Levi Leipheimer   | Astana            | + 39"       |
| 5 | Bradley Wiggins   | Garmin-Slipstream | + 46"       |

### Etapa 9
12 julho 2009 - Saint-Gaudens a Tarbes, 160 km 
Última etapa do Tour 2009 nos Pirenéus. Foram duas grandes subidas, de categoria 1 e categoria HC, com uma grande descida e chegada em plano, apenas dois ciclistas resistiram na fuga, onde Pierrick Fédrigo levou a melhor sobre Franco Pellizotti. O pelotão principal veio pouco mais de 30 segundos depois com Óscar Freire na terceira colocação, além dos principais ciclistas que disputam o título, não alterando em nada as primeiras colocações na classificação geral.
|   | Ciclista          | Equipe                | Tempo      |
| - | ----------------- | --------------------- | ---------- |
| 1 | Pierrick Fédrigo  | Bbox Bouygues Telecom | 4h 05' 31" |
| 2 | Franco Pellizotti | Liquigas              | m.t.       |
| 3 | Óscar Freire      | Rabobank              | + 34"      |
| 4 | Serguei Ivanov    | Team Katusha          | + 34"      |
| 5 | Peter Velits      | Team Milram           | + 34"      |

|   | Ciclista          | Equipe            | Tempo       |
| - | ----------------- | ----------------- | ----------- |
| 1 | Rinaldo Nocentini | Ag2r-La Mondiale  | 34h 24' 21" |
| 2 | Alberto Contador  | Astana            | + 6"        |
| 3 | Lance Armstrong   | Astana            | + 8"        |
| 4 | Levi Leipheimer   | Astana            | + 39"       |
| 5 | Bradley Wiggins   | Garmin-Slipstream | + 46"       |

### Etapa 10
14 julho 2009 - Limoges a Issoudun, 193 km 
Após um dia de descanso, o Tour 2009 voltou para mais uma sequência de etapas planas. Ao final do longo percurso quatro ciclistas estavam em fuga, mas foram alcançados pelo pelotão principal a pouco menos de 2 km da chegada, onde no sprint a vitória ficou mais uma vez com Mark Cavendish, seguindo por Thor Hushovd que manteve a camisa verde de líder por pontos.
|   | Ciclista           | Equipe            | Tempo      |
| - | ------------------ | ----------------- | ---------- |
| 1 | Mark Cavendish     | Team Columbia     | 4h 46' 43" |
| 2 | Thor Hushovd       | Cervélo TestTeam  | m.t.       |
| 3 | Tyler Farrar       | Garmin-Slipstream | m.t.       |
| 4 | Leonardo Duque     | Cofidis           | m.t.       |
| 5 | José Joaquín Rojas | Caisse d'Epargne  | m.t.       |

|   | Ciclista          | Equipe            | Tempo       |
| - | ----------------- | ----------------- | ----------- |
| 1 | Rinaldo Nocentini | Ag2r-La Mondiale  | 39h 11' 04" |
| 2 | Alberto Contador  | Astana            | + 6"        |
| 3 | Lance Armstrong   | Astana            | + 8"        |
| 4 | Levi Leipheimer   | Astana            | + 39"       |
| 5 | Bradley Wiggins   | Garmin-Slipstream | + 46"       |

### Etapa 11
15 julho 2009 - Vatan a Saint-Fargeau, 192 km 
A etapa 11 foi mais uma vez com um percurso predominantemente plano. Dois ciclistas andaram a maior parte do trajeto em fuga, mas foram alcançados quando restavam pouco mais de 5 km para a chegada, disputada mais uma vez em sprint e vencida pelo britânico Mark Cavendish, seu quarto triunfo no Tour 2009 e o segundo conseguido de forma consecutiva.
|   | Ciclista           | Equipe             | Tempo      |
| - | ------------------ | ------------------ | ---------- |
| 1 | Mark Cavendish     | Team Columbia-HTC  | 4h 17' 55" |
| 2 | Tyler Farrar       | Garmin-Slipstream  | m.t.       |
| 3 | Yauheni Hutarovich | Française des Jeux | m.t.       |
| 4 | Óscar Freire       | Rabobank           | m.t.       |
| 5 | Thor Hushovd       | Cervélo TestTeam   | m.t.       |

|   | Ciclista          | Equipe            | Tempo       |
| - | ----------------- | ----------------- | ----------- |
| 1 | Rinaldo Nocentini | Ag2r-La Mondiale  | 43h 28' 59" |
| 2 | Alberto Contador  | Astana            | + 6"        |
| 3 | Lance Armstrong   | Astana            | + 8"        |
| 4 | Levi Leipheimer   | Astana            | + 39"       |
| 5 | Bradley Wiggins   | Garmin-Slipstream | + 46"       |

### Etapa 12
16 julho 2009 – Tonnerre a Vittel, 200 km 
O percurso desta etapa foi considerado plano apesar de possuir algumas subidas de categoria leve. Vários ciclistas conseguiram abrir fuga, onde acabou se formando um pequeno grupo de sete corredores, entre eles Egoi Martínez, Franco Pellizotti, Sylvain Calzati, Markus Fothen e Rémi Pauriol, além de Nicki Sørensen que fez outro ataque quando restavam 22 km para o fim mas sem sucesso, no entendo faltando 5,5 km ele se lançou novamente com toda a força e foi sozinho até o final vencendo a etapa com 48 segundos de vantagem para o segundo colocado. O pelotão principal chegou quase seis minutos depois com sprint vencido por Mark Cavendish. Dois dos favoritos ao título, Levi Leipheimer e Cadel Evans, se envolveram em um acidente, mas como caíram nos 3 km finais da etapa eles ficaram com o mesmo tempo do pelotão.
|   | Ciclista          | Equipe                | Tempo      |
| - | ----------------- | --------------------- | ---------- |
| 1 | Nicki Sørensen    | Team Saxo Bank        | 4h 52' 24" |
| 2 | Laurent Lefèvre   | Bbox Bouygues Telecom | + 48"      |
| 3 | Franco Pellizotti | Liquigas              | m.t.       |
| 4 | Markus Fothen     | Team Milram           | m.t.       |
| 5 | Egoi Martínez     | Euskaltel-Euskadi     | m.t.       |

|   | Ciclista          | Equipe            | Tempo       |
| - | ----------------- | ----------------- | ----------- |
| 1 | Rinaldo Nocentini | Ag2r-La Mondiale  | 43h 28' 59" |
| 2 | Alberto Contador  | Astana            | + 6"        |
| 3 | Lance Armstrong   | Astana            | + 8"        |
| 4 | Levi Leipheimer   | Astana            | + 39"       |
| 5 | Bradley Wiggins   | Garmin-Slipstream | + 46"       |

### Etapa 13
17 julho 2009 – Vittel a Colmar, 200 km 
Esta foi uma etapa de percurso intermediário, alternando várias subidas incluindo duas de categoria dois e um de categoria um. Alguns ciclistas abriram fuga logo no início mas apenas três resistiram à frente, Heinrich Haussler, Sylvain Chavanel e Rubén Pérez, eles chegaram à abrir cerca de nove minutos de vantagem até que Haussler deu um ataque e percorreu os últimos 50 km sozinho, venceu com 4h50min e se emocionou ao cruzar a linha de chegada. O pelotão chegou com mais de seis minutos de desvantagem incluindo os principais ciclistas e Thor Hushovd, que garantiu pontos suficientes para recuperar a camisa verde de líder por pontos.
|   | Ciclista          | Equipe            | Tempo      |
| - | ----------------- | ----------------- | ---------- |
| 1 | Heinrich Haussler | Cervélo TestTeam  | 4h 56' 26" |
| 2 | Amets Txurruka    | Euskaltel-Euskadi | + 4' 11"   |
| 3 | Brice Feillu      | Agritubel         | + 6' 13"   |
| 4 | Sylvain Chavanel  | Quick Step        | + 6' 31"   |
| 5 | Peter Velits      | Team Milram       | + 6' 43"   |

|   | Ciclista          | Equipe            | Tempo       |
| - | ----------------- | ----------------- | ----------- |
| 1 | Rinaldo Nocentini | Ag2r-La Mondiale  | 43h 28' 59" |
| 2 | Alberto Contador  | Astana            | + 6"        |
| 3 | Lance Armstrong   | Astana            | + 8"        |
| 4 | Bradley Wiggins   | Garmin-Slipstream | + 46"       |
| 5 | Andreas Klöden    | Astana            | + 54"       |

### Etapa 14

Perfil etapa 14.

18 julho 2009 – Colmar a Besançon, 199 km 
O Tour 2009 voltou a ter mais uma etapa plana. Uma fuga envolvendo vários ciclistas conseguiu resistir até o final abrindo quase seis minutos do pelotão, entre os escapados estavam George Hincapie, que conseguiu alcançar a segunda colocação na classificação geral ficando a cinco segundos do líder Rinaldo Nocentini, outro beneficiado foi o francês Christophe Le Mével que pulou para a quinta colocação no geral. Sergei Ivanov percorreu os últimos quilômetros sozinho e venceu. Mark Cavendish acabou sendo penalizado por uma manobra irregular no sprint do pelotão, onde atrapahlou Thor Hushovd, foi classificado em último do grupo e perdeu os pontos conquistados hoje. A etapa acabou ficando marcada pela morte de uma espectadora de 60 anos de idade, vítima de um atropelamento por moto, que acabou atingindo ainda outras duas pessoas, uma mulher de 37 anos de um homem de 70 anos que tiveram ferimentos leves.
|   | Ciclista         | Equipe            | Tempo      |
| - | ---------------- | ----------------- | ---------- |
| 1 | Sergei Ivanov    | Team Katusha      | 4h 37' 46" |
| 2 | Nicolas Roche    | Ag2r-La Mondiale  | 00' 16"    |
| 3 | Hayden Roulston  | Cervélo TestTeam  | 00' 16"    |
| 4 | Martijn Maaskant | Garmin-Slipstream | 00' 16"    |
| 5 | Sébastien Minard | Cofidis           | 00' 16"    |

|   | Ciclista            | Equipe             | Tempo       |
| - | ------------------- | ------------------ | ----------- |
| 1 | Rinaldo Nocentini   | Ag2r-La Mondiale   | 43h 28' 59" |
| 5 | George Hincapie     | Team Columbia-HTC  | + 5"        |
| 3 | Alberto Contador    | Astana             | + 6"        |
| 4 | Lance Armstrong     | Astana             | + 8"        |
| 5 | Christophe Le Mével | Française des Jeux | + 43"       |

### Etapa 15

Perfil etapa 15.

19 julho 2009 – Pontarlier a Verbier, 207 km 
O Tour chegou aos Alpes para mais uma etapa de montanha. Após algumas subidas, 10 ciclistas se destacaram na fuga. No inicio da ultima subida, alguns ciclistas tentaram resistir a frente da fuga, abrindo uma nova fuga, porém, logo foram alcançados pelo pelotão com os principais ciclistas na disputa pelo título. Restando menos de 6 km para o final, o espanhol Alberto Contador realizou um novo ataque sobre o grupo em que estava indo até o final e vencendo a etapa, onde assim assumiu a liderança na classificação geral e pode então vestir a camisa amarela. Andy Schleck chegou na segunda posição e se tornou o jovem mais bem colocado, vestindo assim a camisa branca. Lance Armstrong foi o nono colocado assumindo a segunda colocação na classificação geral, ficando a 1min e 37seg de seu companheiro de equipe Alberto Contador.
|   | Ciclista         | Equipe            | Tempo      |
| - | ---------------- | ----------------- | ---------- |
| 1 | Alberto Contador | Astana            | 5h 03' 58" |
| 2 | Andy Schleck     | Saxo Bank         | 00' 43"    |
| 3 | Vincenzo Nibali  | Liquigas          | 1' 03"     |
| 4 | Frank Schleck    | Saxo Bank         | 1' 06"     |
| 5 | Bradley Wiggins  | Garmin-Slipstream | m.t.       |

|   | Ciclista         | Equipe            | Tempo       |
| - | ---------------- | ----------------- | ----------- |
| 1 | Alberto Contador | Astana            | 63h 17' 56" |
| 5 | Lance Armstrong  | Astana            | + 1' 37"    |
| 3 | Bradley Wiggins  | Garmin-Slipstream | + 1' 46"    |
| 4 | Andreas Klöden   | Astana            | + 2' 17"    |
| 5 | Andy Schleck     | Saxo Bank         | + 2' 26"    |

### Etapa 16
21 julho 2009 – Martigny (Suíça) a Bourg-Saint-Maurice, 160 km 
Após um dia de descanso o Tour voltou a ter uma etapa de montanha. Logo na primeira subida do dia foram feitos vários ataques, o que colocou alguns ciclistas em fuga na briga pela camisa branca de bolas vermelhas, no final, já em descida, o espanhol Mikel Astarloza conseguiu vencer com uma vatagem de seis segundos para o segundo colocado, Andy Schleck efetuou um ataque no final da segunda grande subida do dia mas foi neutralizado pelo líder da competição Alberto Contador, Lance Armstrong havia ficado um pouco para trás nesse momento, mas conseguiu uma reação e manteve o segundo lugar no geral.
|   | Ciclista              | Equipe                | Tempo      |
| - | --------------------- | --------------------- | ---------- |
| 1 | Mikel Astarloza       | Euskaltel-Euskadi     | 4h 14' 20" |
| 2 | Sandy Casar           | Française des Jeux    | + 6"       |
| 3 | Pierrick Fedrigo      | Bbox Bouygues Telecom | m.t.       |
| 4 | Nicholas Roche        | Ag2r-La Mondiale      | m.t.       |
| 5 | Jurgen Van Den Broeck | Silence-Lotto         | m.t.       |

|   | Ciclista         | Equipe            | Tempo       |
| - | ---------------- | ----------------- | ----------- |
| 1 | Alberto Contador | Astana            | 67h 33' 15" |
| 2 | Lance Armstrong  | Astana            | + 1' 37"    |
| 3 | Bradley Wiggins  | Garmin-Slipstream | + 1' 46"    |
| 4 | Andreas Klöden   | Astana            | + 2' 17"    |
| 5 | Andy Schleck     | Saxo Bank         | + 2' 26"    |

### Etapa 17
22 julho 2009 – Bourg-Saint-Maurice a Le Grand-Bornand, 169 km 
Uma etapa de montanha com várias subidas, incluindo quatro de primeira categoria, sendo duas delas no final, o que a levou a ser considerada a etapa rainha do Tour 2009. Alguns ciclistas que brigam pelo prêmio de montanha, como Franco Pellizotti, andaram na frente no primeiro trecho do percurso, depois foi a vez do sprintista Thor Hushovd atacar e andar sozinho durante bastante tempo, o que lhe garantiu o primeiro lugar em duas metas-volantes e mais pontos na briga pela camisa verde. Já na segunda subida, houve vários ataques dos irmãos Fränk e Andy Schleck, onde apenas o líder geral Alberto Contador e seu companheiro de equipe Andreas Klöden conseguiram acompanhá-los. Já na descida próximo da chegada foi a vez de Contador atacar, mas apenas Klöden ficou para trás, a vitória ficou com Fränk Schleck. Lance Armstrong e Vincenzo Nibali chegaram na quarta e quinta colocações respectivamente, mas com uma desvantagem de mais de dois minutos, o que fez ambos perderem posições na classificação geral.
|   | Ciclista         | Equipe    | Tempo      |
| - | ---------------- | --------- | ---------- |
| 1 | Fränk Schleck    | Saxo Bank | 4h 53' 54" |
| 2 | Alberto Contador | Astana    | m.t.       |
| 3 | Andy Schleck     | Saxo Bank | m.t.       |
| 4 | Vincenzo Nibali  | Liquigas  | + 2' 18"   |
| 5 | Lance Armstrong  | Astana    | m.t.       |

|   | Ciclista         | Equipe    | Tempo       |
| - | ---------------- | --------- | ----------- |
| 1 | Alberto Contador | Astana    | 72h 27' 09" |
| 2 | Andy Schleck     | Saxo Bank | + 2' 26"    |
| 3 | Fränk Schleck    | Saxo Bank | + 3' 25"    |
| 4 | Lance Armstrong  | Astana    | + 3' 55"    |
| 5 | Andreas Klöden   | Astana    | + 4' 44"    |

### Etapa 18
23 julho 2009 – Annecy, 40 km (Contra relógio individual) 
Ao contrário de outros anos, o segunda etapa em contra relógio individual do Tour 2009 não aconteceu no penúltimo dia, onde praticamente definia o campeão de cada edição. As largadas como de costume foram realizadas na ordem contrária da classificação geral, Fabian Cancellara tinha o melhor tempo até quase o final, quando o líder Alberto Contador conseguiu superá-lo por apenas três segundos e alcançar sua segunda vitória neste ano, o que lhe garantiu uma vantagem ainda maior na busca pelo título. Bradley Wiggins teve um bom desempenho e passou para quarto lugar no geral, Lance Armstrong também melhorou uma posição e Andreas Klöden conseguiu se manter na quinta colocação.
|   | Ciclista          | Equipe            | Tempo   |
| - | ----------------- | ----------------- | ------- |
| 1 | Alberto Contador  | Astana            | 48' 30" |
| 2 | Fabian Cancellara | Saxo Bank         | + 3"    |
| 3 | Mikhail Ignatiev  | Team Katusha      | + 15"   |
| 4 | Gustav Larsson    | Saxo Bank         | + 33"   |
| 5 | David Millar      | Garmin-Slipstream | + 41"   |

|   | Ciclista         | Equipe            | Tempo       |
| - | ---------------- | ----------------- | ----------- |
| 1 | Alberto Contador | Astana            | 73h 15' 39" |
| 2 | Andy Schleck     | Saxo Bank         | + 4' 11"    |
| 3 | Lance Armstrong  | Astana            | + 5' 25"    |
| 4 | Bradley Wiggins  | Garmin-Slipstream | + 5' 36"    |
| 5 | Andreas Klöden   | Astana            | + 5' 38"    |

### Etapa 19
24 julho 2009 – Bourgoin-Jallieu a Aubenas, 195 km 
A etapa 19 foi a última com percurso plano, os cilistas aproveitaram para se preservar visando a etapa do dia seguinte que conta com uma grande e difícil subida. No final o pelotão chegou compacto e após a disputa do sprint Mark Cavendish venceu pela quinta vez na competição, Thor Hushovd foi o segundo e manteve a camisa verde, a classificação geral também não teve nenhuma alteração.
|   | Ciclista          | Equipe           | Tempo      |
| - | ----------------- | ---------------- | ---------- |
| 1 | Mark Cavendish    | Team Columbia    | 3h 50' 35" |
| 2 | Thor Hushovd      | Cervélo TestTeam | m.t.       |
| 3 | Gerald Ciolek     | Team Milram      | m.t.       |
| 4 | Greg Van Avermaet | Silence-Lotto    | m.t.       |
| 5 | Óscar Freire      | Rabobank         | m.t.       |

|   | Ciclista         | Equipe            | Tempo       |
| - | ---------------- | ----------------- | ----------- |
| 1 | Alberto Contador | Astana            | 77h 06' 18" |
| 2 | Andy Schleck     | Saxo Bank         | + 4' 11"    |
| 3 | Lance Armstrong  | Astana            | + 5' 21"    |
| 4 | Bradley Wiggins  | Garmin-Slipstream | + 5' 36"    |
| 5 | Andreas Klöden   | Astana            | + 5' 38"    |

### Etapa 20
25 julho 2009 – Montélimar a Mont Ventoux, 167 km 
Pela segunda vez na história o Tour viu uma chegada em subida no penúltimo dia de disputas. Uma fuga colocou pressão sobre a equipe Astana que teve de perseguir um grupo de 24 ciclistas, incluindo um top 12 da classificação geral. Juan Manuel Gárate conseguiu abrir uma boa fuga já na subida final, tendo apenas o jovem Tony Martin o acompanhando. Andy Schleck começou uma série de ataques, mas todos foram neutralizados por líder geral Alberto Contador, assim como as tentativas de seu irmão Frank Schleck que visava alcançar o terceiro lugar na classificação geral. No final Franco Pellizotti tentou alcançar os escapados mas não conseguiu e foi superado, Garate venceu com Martin em segundo, Contador cruzou em terceiro lugar colocando mais três segundos de vantagem sobre Lance Armstrong, que com um grande esforço garantiu o terceiro lugar no geral deixando Frank Schleck, Bradley Wiggins e Andreas Klöden para trás.
|   | Ciclista           | Equipe            | Tempo      |
| - | ------------------ | ----------------- | ---------- |
| 1 | Juan Manuel Gárate | Rabobank          | 4h 39' 21" |
| 2 | Tony Martin        | Team Columbia-HTC | + 3"       |
| 3 | Andy Schleck       | Saxo Bank         | + 38"      |
| 4 | Alberto Contador   | Astana            | m.t.       |
| 5 | Lance Armstrong    | Astana            | + 41"      |

|   | Ciclista         | Equipe            | Tempo       |
| - | ---------------- | ----------------- | ----------- |
| 1 | Alberto Contador | Astana            | 81h 46' 17" |
| 2 | Andy Schleck     | Saxo Bank         | + 4' 11"    |
| 3 | Lance Armstrong  | Astana            | + 5' 24"    |
| 4 | Bradley Wiggins  | Garmin-Slipstream | + 6' 01"    |
| 5 | Fränk Schleck    | Saxo Bank         | + 6' 04"    |

### Etapa 21
26 julho 2009 – Montereau-Fault-Yonne a Paris Champs-Élysées, 160 km 
O Tour 2009 terminou, como de costume mais uma vez com chegada no Champs-Élysées. Sete ciclistas conseguiram uma fuga quando o pelotão chegou à Paris e aumentou o ritmo das pedalas, mas acabaram sendo alcançados perto do final da prova. Na disputa pela camisa verde, Mark Cavendish venceu o sprint final, sua sexta vitória apenas nessa edição do Tour, mas a glória no último dia não foi suficiente para ele garantir o primeiro lugar na classificação por pontos, vencida por Thor Hushovd que chegou em sexto lugar. A classificação geral não teve mudanças e Alberto Contador se sagrou bicampeão do Tour de France.
|   | Rider              | Team               | Time       |
| - | ------------------ | ------------------ | ---------- |
| 1 | Mark Cavendish     | Team Columbia-HTC  | 4h 02' 18" |
| 2 | Mark Renshaw       | Team Columbia-HTC  | m.t.       |
| 3 | Tyler Farrar       | Garmin-Slipstream  | m.t.       |
| 4 | Gerald Ciolek      | Team Milram        | m.t.       |
| 5 | Yauheni Hutarovich | Française des Jeux | m.t.       |

|   | Ciclista         | Equipe            | Tempo       |
| - | ---------------- | ----------------- | ----------- |
| 1 | Alberto Contador | Astana            | 81h 46' 17" |
| 2 | Andy Schleck     | Saxo Bank         | + 4' 11"    |
| 3 | Lance Armstrong  | Astana            | + 5' 24"    |
| 4 | Bradley Wiggins  | Garmin-Slipstream | + 6' 01"    |
| 5 | Fränk Schleck    | Saxo Bank         | + 6' 04"    |

## Galeria

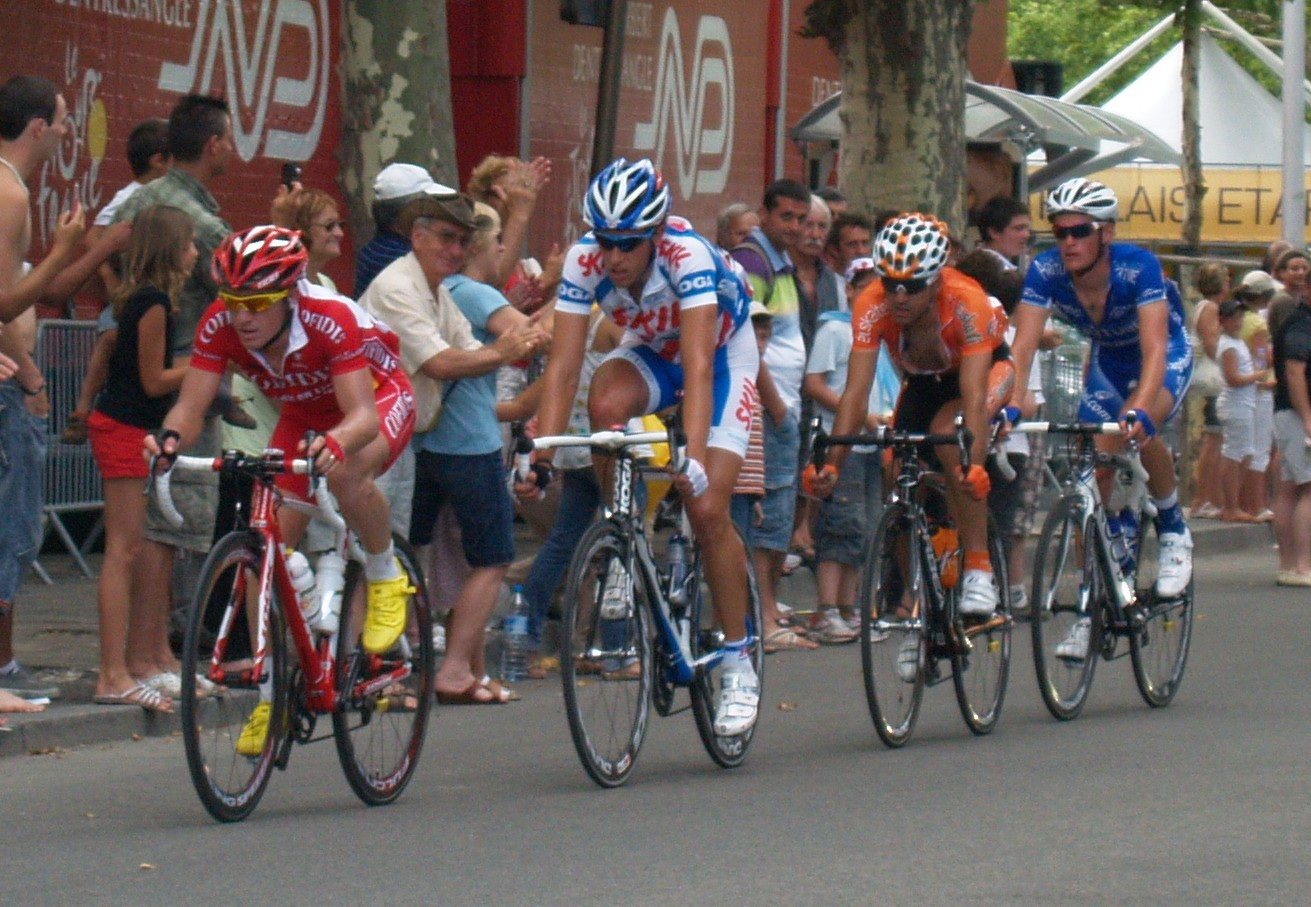
Samuel Dumoulin lidera o pelotão, seguido por Koen de Kort, Rubén Pérez Moreno e Maxime Bouet, na 3ª etapa do Tour de France 2009
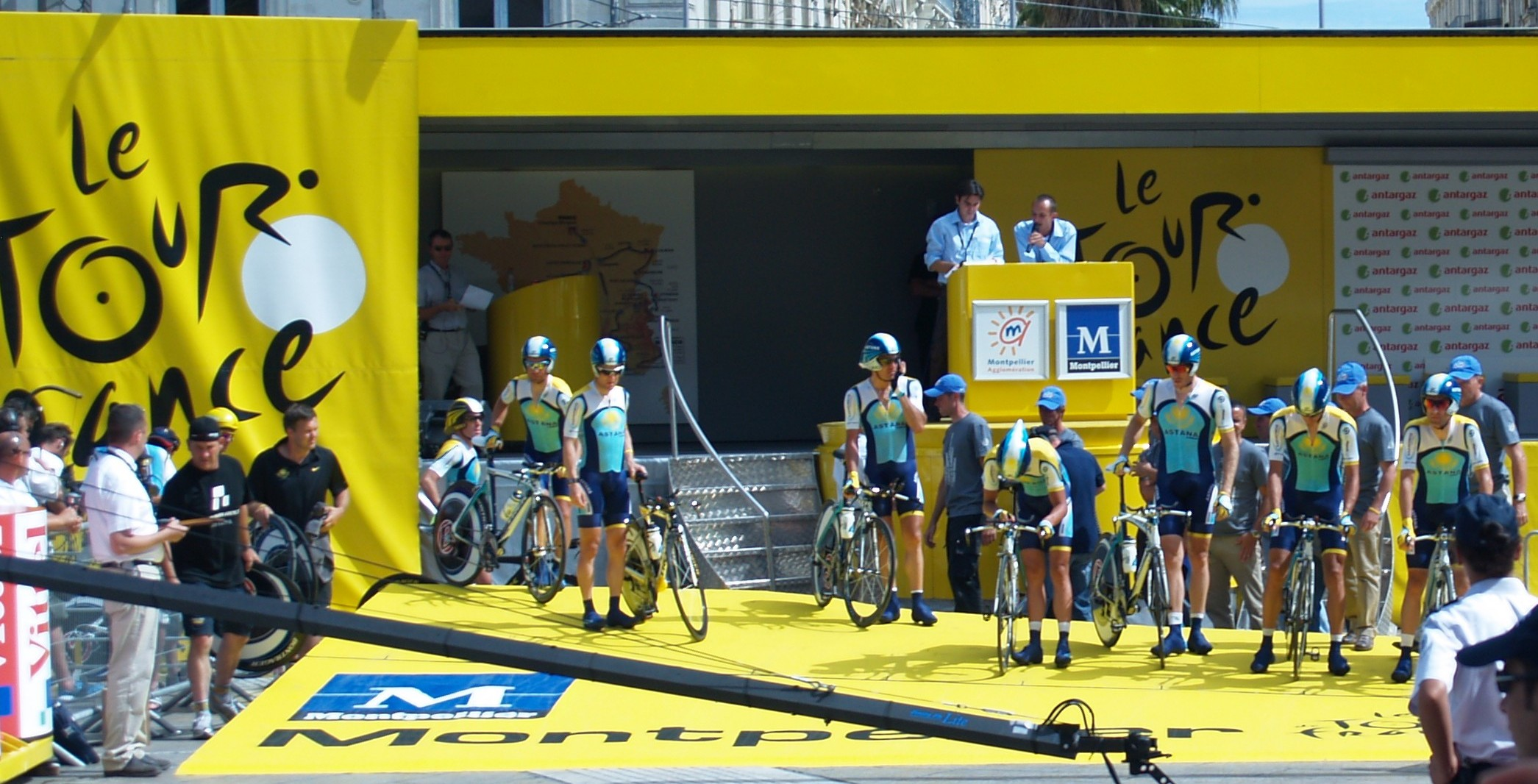
Podium de partida em Montpellier, 4ª etapa.
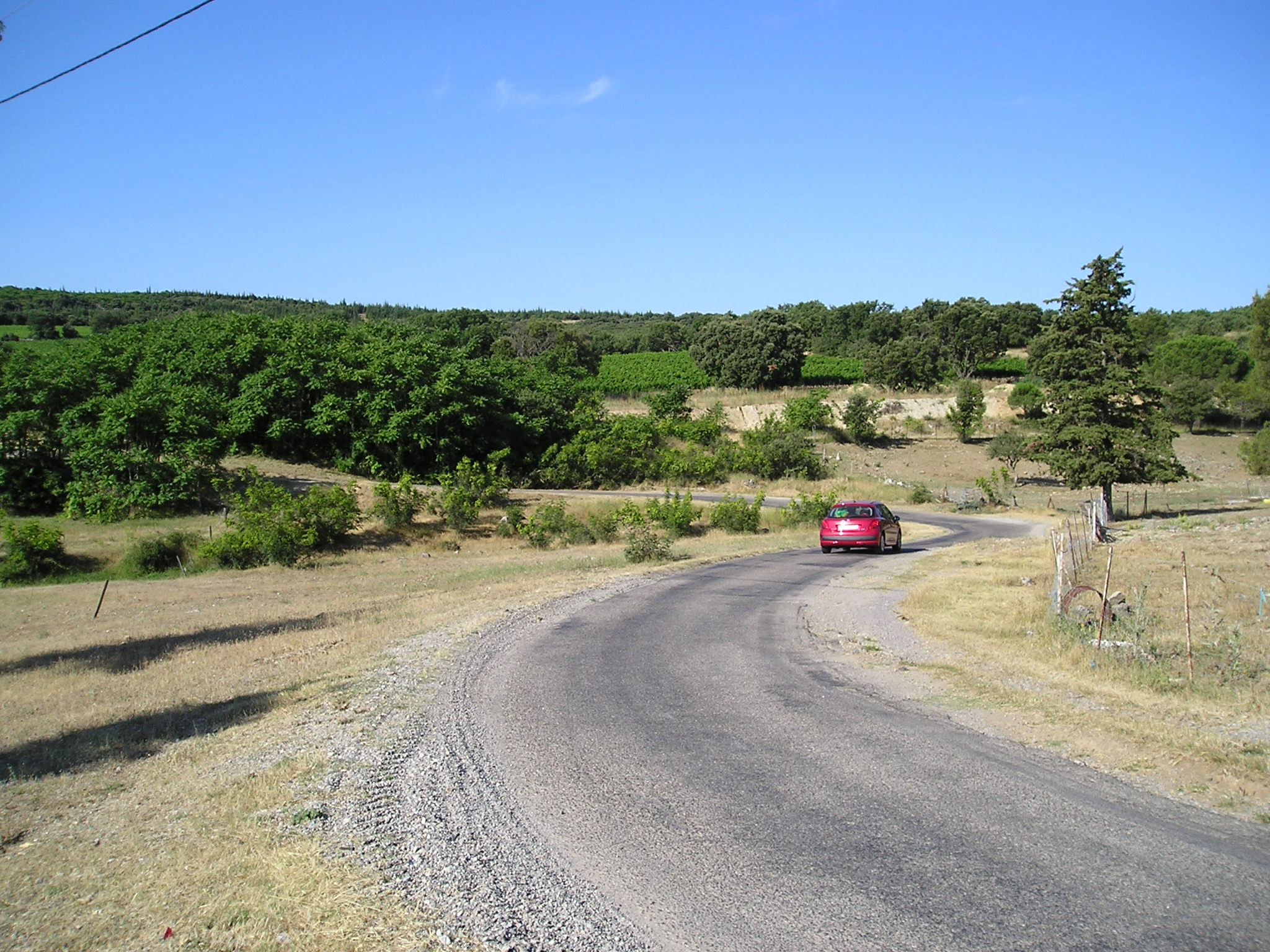
Planice "Les Quatre-Pilas", próximo a Murviel-lès-Montpellier, trecho da 4ª etapa, Estrada D102.
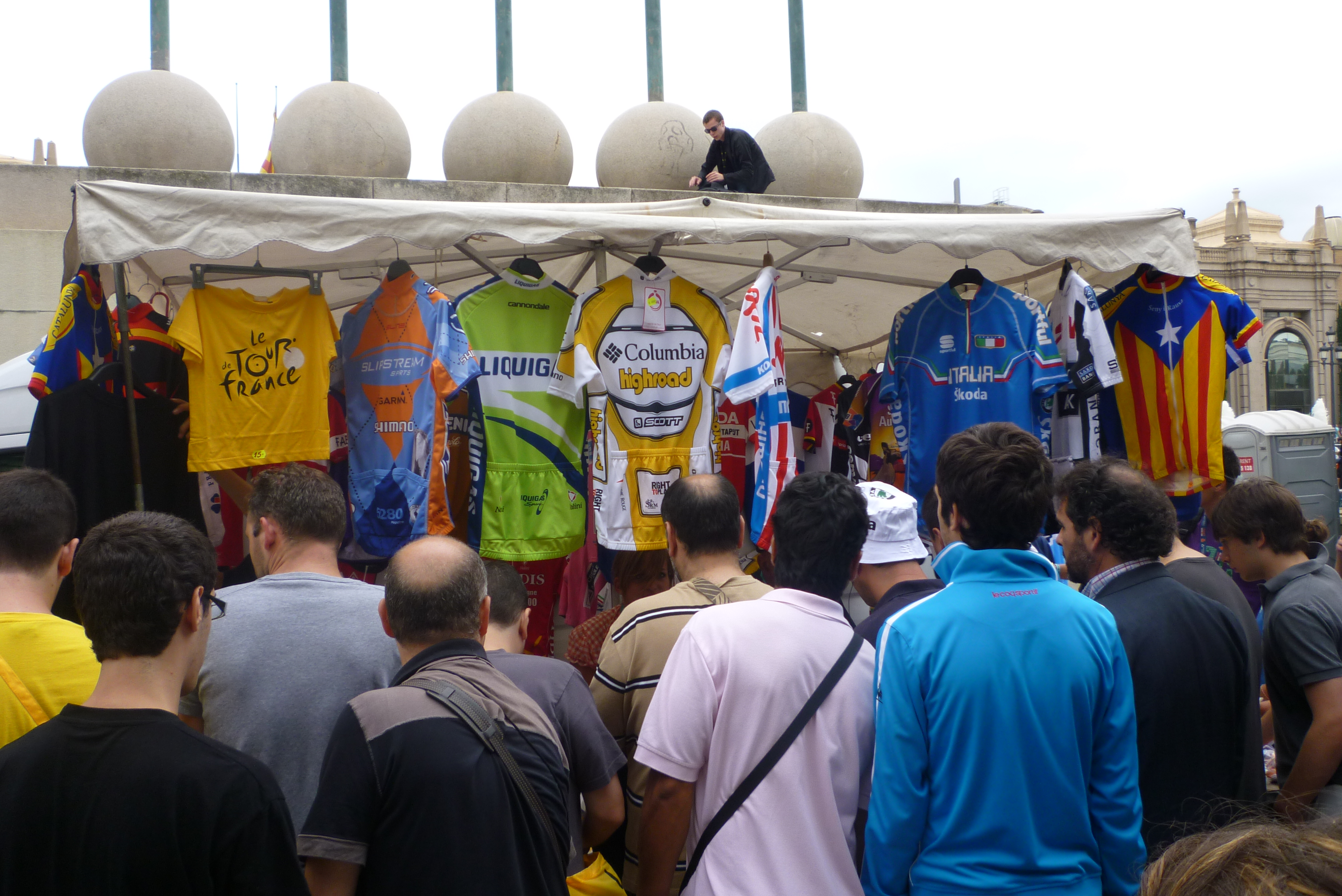
Quiosque de venda de camisetas das equipes em Barcelona, 6ª etapa.
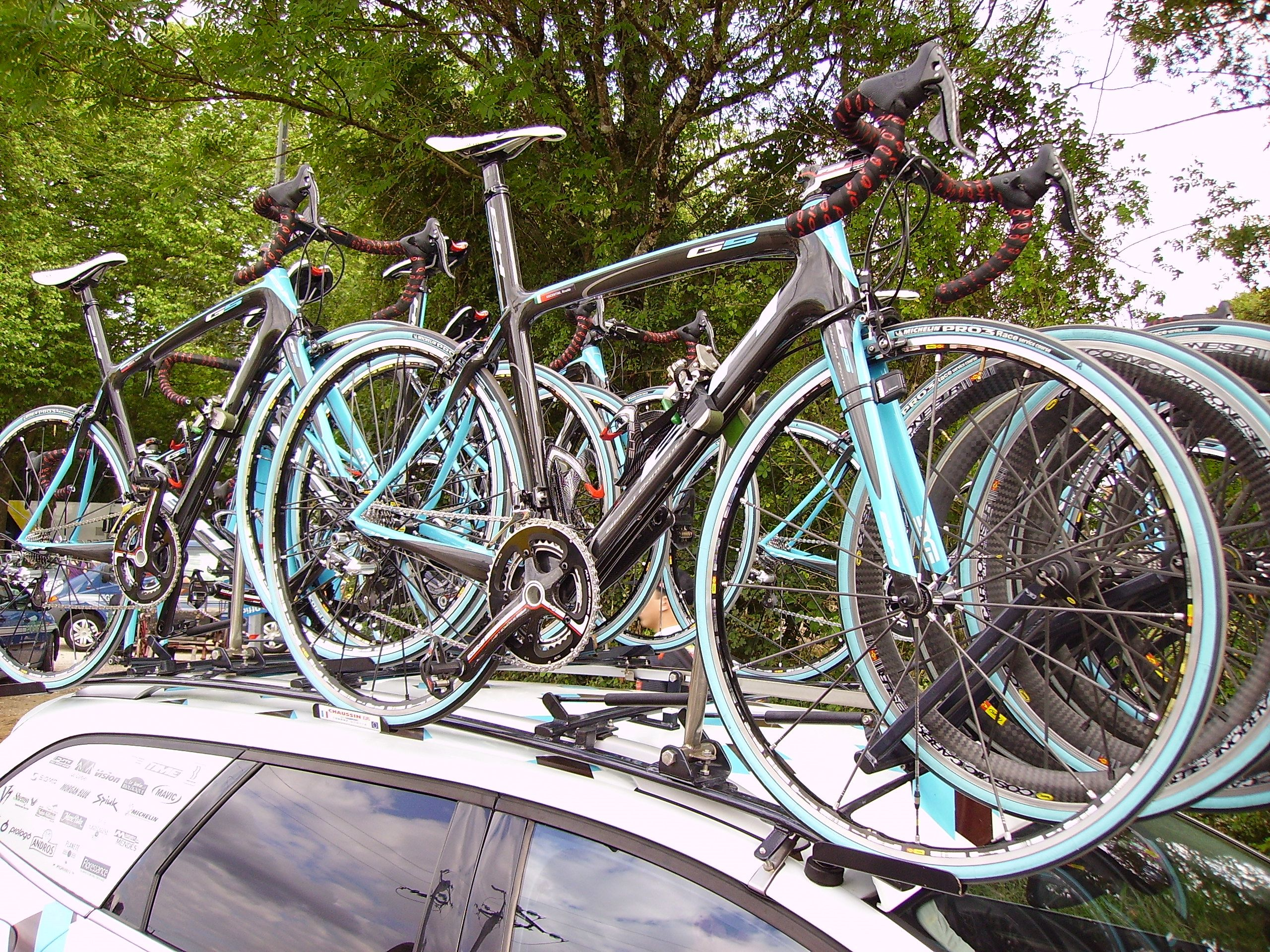
Bicicletas dos ciclistas Vladimir Efimkin (à esquerda) e de Rinaldo Nocentini (à direita), equipe AG2R La Mondiale, foto tirada após a chegada da 11ª etapa.
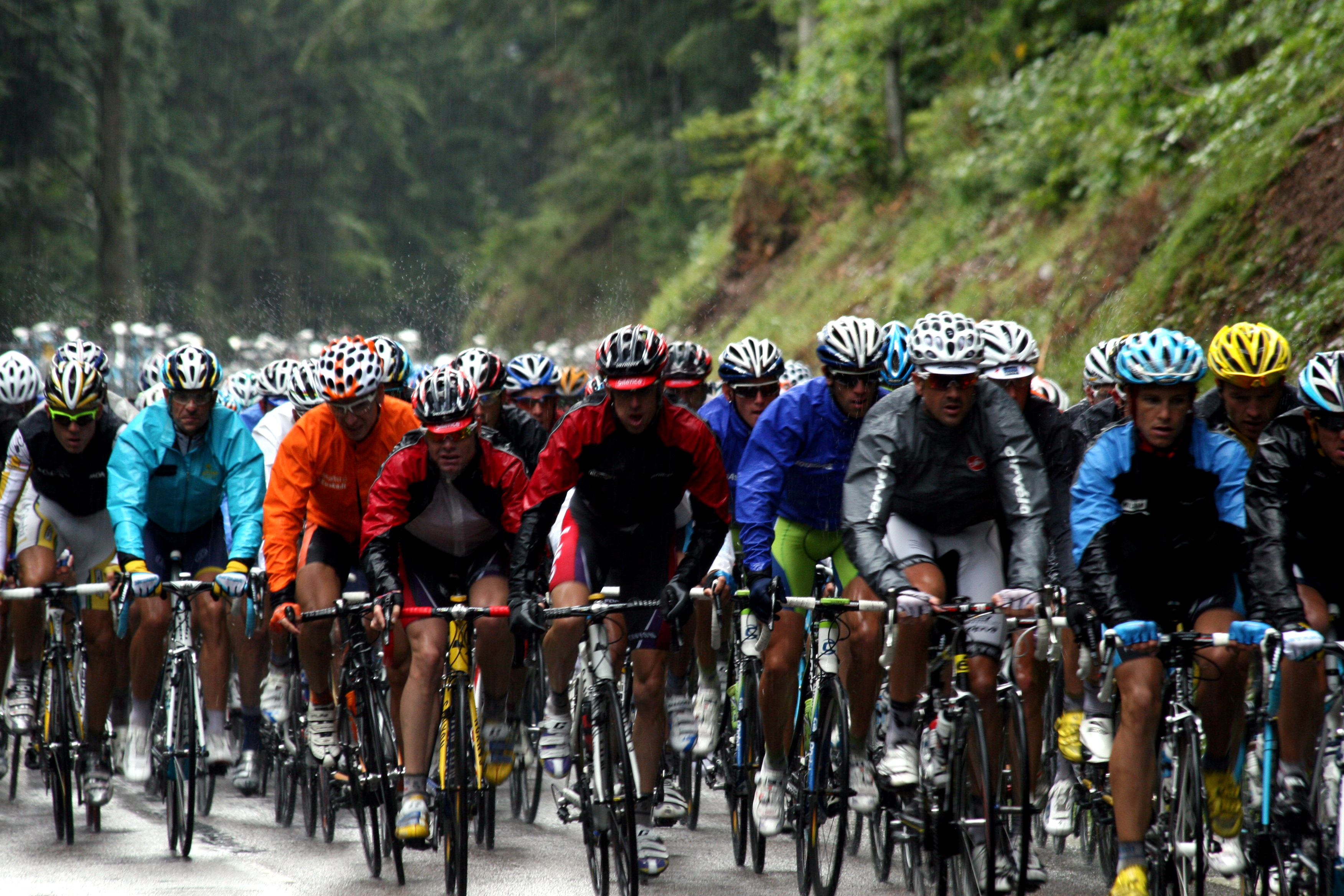
Pelotão em baixo de chuva na 13ª etapa.
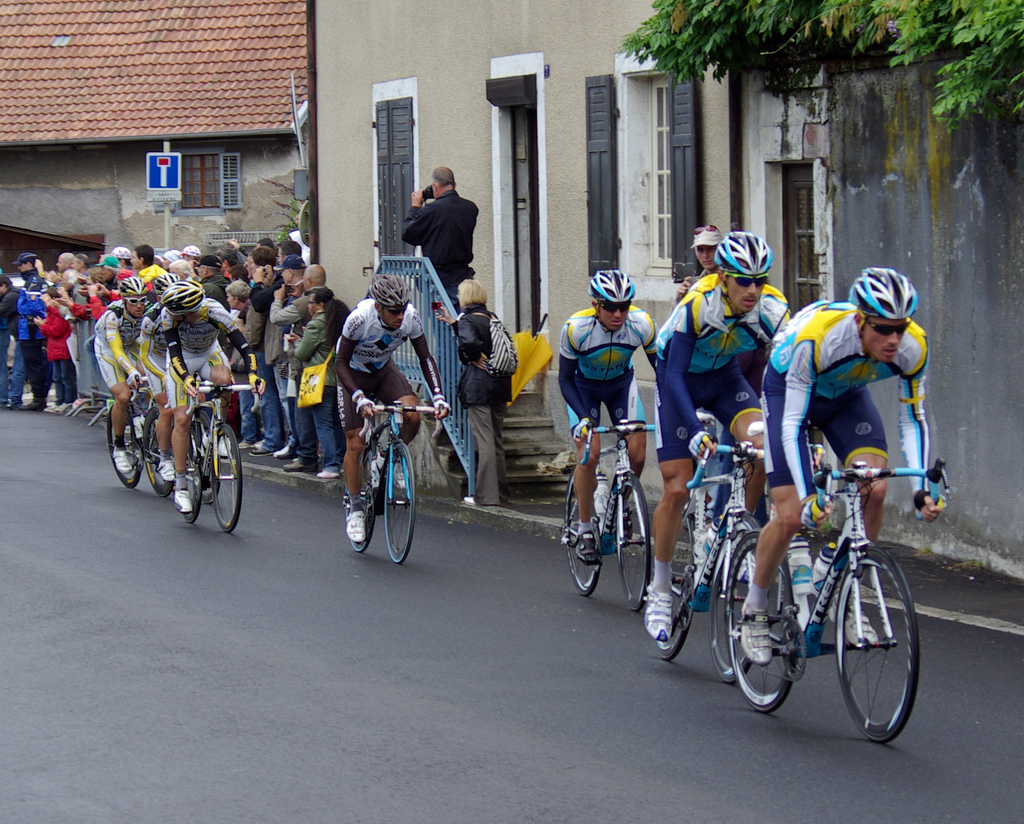
Pelotão dianteiro na 14ª etapa.
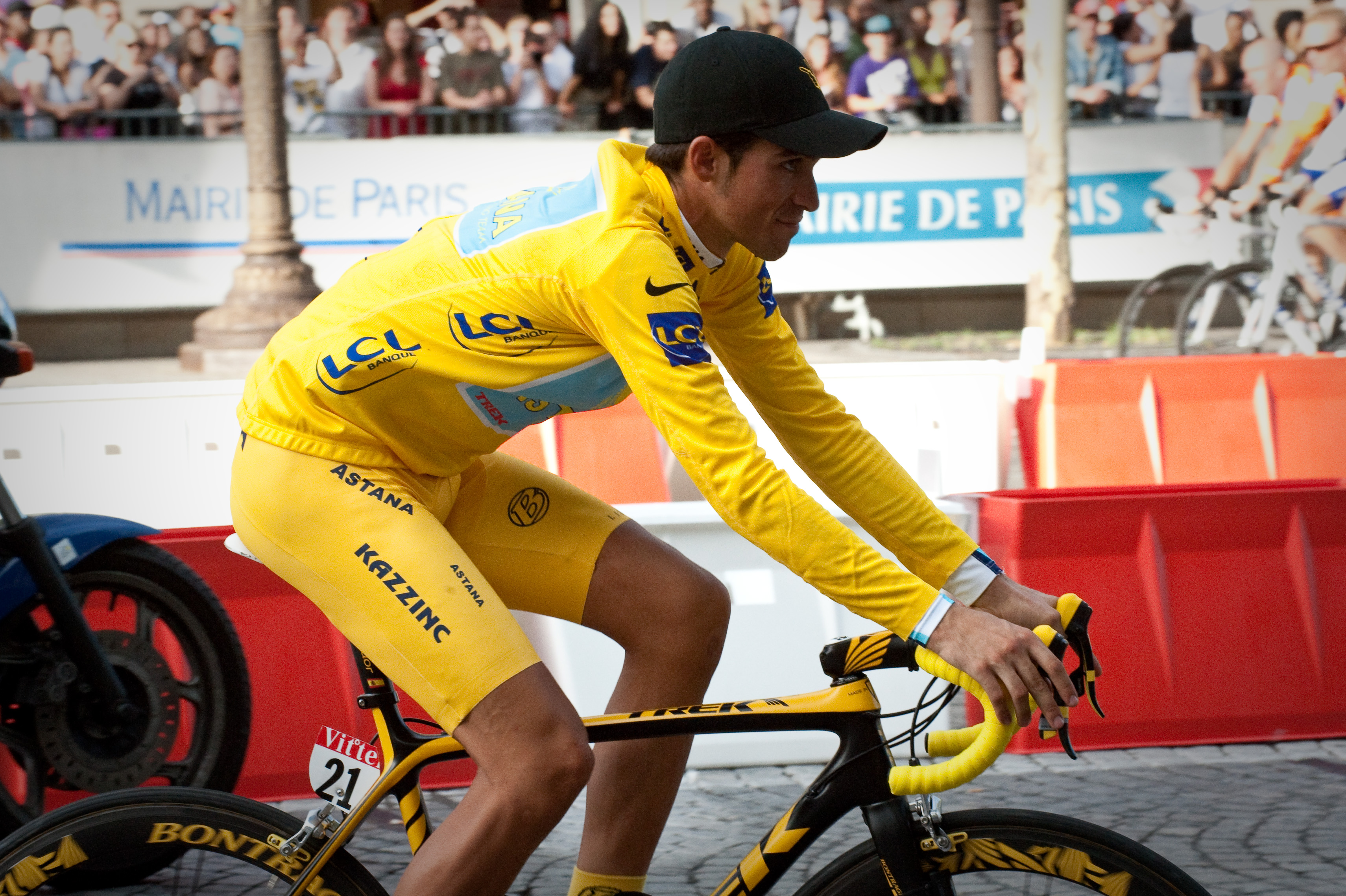
Alberto Contador, ciclista espanhol, campeão do Tour de France 2009.